# Kongsberg Satellite Services
Kongsberg Satellite Services AS (KSAT) is een Noors bedrijf met hoofdzetel in Tromsø dat wereldwijd grondstations uitbaat voor communicatie met satellieten en voor maritime monitoring. KSAT heeft wereldwijd het grootste netwerk van grondstations en in Svalbard/Spitsbergen het grootste grondstation ter ondersteuning van satellieten in een polaire baan.

## Geschiedenis
In 1967, lang voor KSAT werd opgericht, werd het het Tromsø ground station, dat vandaag deel uitmaakt van KSAT, uitgebouwd om sondeerraketten die gelanceerd werden vanuit Andøya te volgen.
KSAT werd op 21 december 2001 opgericht all onafhankelijk bedrijf met als aandeelhouders Kongsberg Defence & Aerospace en Space Norway een onderdeel van het Norwegian Space Agency die elk 50% van de aandelen bezitten.
In december 2024 werd KSAT naast Intuitive Machines, SSC Space U.S. en Viasat geselecteerd door NASA voor het verlenen van diensten ter ondersteuning van NASAs Near Space Network en meer specifiek voor communicatie met satellieten rond de aarde en communicatie met satellieten rond en sondes op de maan.
- Virtual International Authority File: 125343122